# Ân Đức
Ân Đức là một xã thuộc huyện Hoài Ân, tỉnh Bình Định, Việt Nam.
Xã Ân Đức có diện tích 28,46 km², dân số năm 1999 là 8896 người, mật độ dân số đạt 313 người/km².

## Hành chính
Xã Ân Đức được chia thành 6 thôn: Đức Long, Gia Đức, Gia Trị, Khoa Trường, Phú Thuận, Vĩnh Hòa.